# Aletis
Aletis là một chi bướm đêm thuộc họ Geometridae.

## Các loài
- Aletis contractimargo
- Aletis dissoluta
- Aletis druryi
- Aletis erici
- Aletis euparypha
- Aletis fascelis
- Aletis fuscofasciatus
- Aletis helcita
- Aletis helcitaria
- Aletis macularia
- Aletis rubricaput
- Aletis vicina